# Книга нового Сонця
«Книга нового Сонця» (англ. The Book of the New Sun) — науково-фентезійний цикл романів американського письменника Джина Вулфа, де світ, де наука й магія поєдналися, а люди чекають на Нове Сонце. Написано більшість книг у 1980—1983 роках. Джин Вулф стверджує, що лише переклав рукопис, який невідомо яким чином потрапив до нього з далекого майбутнього. «Книга нового Сонця» є тетралогією, що складається з: «Тінь ката» (1980), «Кіготь миротворця» (1981), «Меч ліктора» (1982), «Цитадель Автарха» (1987), «І постало нове Сонце» (1987). 1998 року журнал «Локус» надав циклу 3-е місто серед 36 найкращих фантастичних романів. Тетралогія відкриває так звану масштабнішу серію фантастичних романів «Сонячний цикл» —, що також включає інші підцикли романів — «Книга довгого сонця» (1993—1996 роки, складається з 4 романів) та «Книга короткого сонця» (1999—2001 роки, з 3 романів).

## Зміст

### Тінь ката
Молодий кат Север'ян з Нессуса, член Гільдії шукачів істини і Покаяння, вихованець катів, що володіє ейдетичною пам'яттю, вигнаний з гільдії після того, як порушив клятву ката, вирушає в дорогу, щоб спокутувати свою провину. Але ніхто не знає, яка кінцева мета Север'яна. Нессус, рідне місто Север'яна, місто величне й незламне, столиця Співдружності, розташовано на планеті Урс (Urth — Вулф обіграє назву планети Земля (Earth) і ім'я норни долі Урд (Urðr), яке може читатися і як Урс). Север'ян не бачив і не знав майже нічого за стінами Вежі доцільності, до того, як не зустрів заколотника Водалуса і не познайомився з аристократкою Феклою, що стала полонянкою катів коханкою Водалуса.
Север'ян допомагав при страті Фекли і вчинив страшний — з точки зору Гільдії — злочин, а саме: приніс їй ніж, яким вона перерізала собі горло, позбувшись подальших страждань. Гільдія, замість того, щоб позбавити його життя, відправляє у вигнання до міста Тракс, якому потрібен Ліктор, який міг би виконувати функції ката і наглядача в'язниці.
Улюблений вчитель Палемон, майстер Гільдії, передає Север'ян свій меч, незрівнянний Термінус Ест, та лист архонту міста Тракс. І з цього моменту життя молодого підмайстра стрімко прискорюється: героя подорожує трактиками, Ботанічними садом (створено Батьком Ініром, правою рукою Автарха — очільника Урса), де зустрічається з відбмами, гіппархами (вояками), з якими знайомиться бореться, вступає в ґерці. У озері в садах знаходить жінку Доркас, знайомиться з дівчиною Агією. Остання у речах Север'яном ховає кіготь миротворця. Книга завершується тим, що Север'ян разом з новими друзями залишає Нессус.

### Кіготь миротворця
Север'ян наодинці, потрапляє до міста Салтус. Тут відновляє практику ката. Тут страчує брата Агії, яка тікає від нього, оскільки готувала змову разом з братом з метою вкрасти меча Термінус Ест. В гонитві за Агією Север'ян зустрічає Зелену людину, яка повідомляє, що вона з майбутнього. Кат допомагає Зеленому звільнитися. Після цього повертається до центру міста, де страчує місцеву відьму.
Потім потрапляє у засідку, яку влаштувала йому Агія, але зміг неушкодженим врятуватися. Хапає Агію, але не бажає її страчувати, оскільки в неї закоханий. Повертається до таверни, де перебуває з новим другом Йонасом. тут їх схоплюють прихильники Водалуса. Север'ян переходить на службу до соатннього. На бенкеті куштує смажену частину Фекли (якій доміг накласти життя), не знаючи про те. Завдяки цьому Север'ян оволодіває спогадами та знаннями Фекли.
В подальшому під час подорожі Север'ян дізнається про лікувальні властивості кігтя миротворця. Завдяки цьому лікує солдата та свого друга Йонаса. Разом з останнім потрапляє до Будинку Абсолюта. Тут дізнається, що Йонас є киборгом, що колись прибув на кораблі, що впав на Урс. Йонас обіцяє повернутися та проходить через дзеркало в інший вимір. Тут зустрічає дівчину Йоленту.
Блукаючи Будинком Абсолюта, Север'ян зустрічає Автарха, господаря Урса. Він дає тому клятву вірності. Натомість дізнається про портал в інший Всесвіт. Слідом за цим виходить до Садів Абсолюту, де зустрічає Доркас, яку загубив при виході з Нессуса. Вони стають коханцями. Север'ян, Доркас і Йолента прямують до міста Тракса. На шляху після атаки кривавого кажана виявляється, що Йолента генетично змінена людина, яка зовнішньо приваблива і сильно, а насправді хвороблива й неприваблива. Усі прямують через загадкове кам'яне місто, де Йолента помирає, а Север'ян з Доркас прямують до Траксу.

### Меч ліктора
Север'ян прибуває до Тракса, де обіймає посаду ліктора або Начальника ланцюгів. В цей час Доркас намагається згадати своє минуле. В цей час героя починає переслідувати дивне створіння, що прийшло до Траксу. Север'ян йде у гори з метою знайти Пелеринів, яких вважає сторожами кігтя миротворця. Нашляху бореться з Агією, Алзабо (таємничою істотою, що набуває спогадів про тих, кого він з'їдає). Після щасливих герців знаходить хлопчика, якому дає ім'я Малий Север'ян.
Разом з хлопцем герой потрапляє до селища чаклунів, які бажають підпорядкувати його. Втім щасливо уникає загрози. Втім виявляється, що Север'яну загрожує ще один незвичайний звір. Намагаючись його уникнути, той зустрічає колишнього володаря Тифона, що намагається підкорити Север'ян. Під час боротьби гине Малий Север'ян.
Мандруючи далі герой потрапляє до остров'ян, які знаходяться у рабстві. Виявляється, що поневолючами є давні друзі Север'яна — доктор Талос і велетень Балдандер. Під час протистояння Север'ян втрачає меч Термінус Ест і кіготь миртворця. Герой отримує одкровення про Балдандера, інопланетян, що впливають на основні події на планеті Урс, властивості кігтя миротворця, який знаходить. Герой відчуває, що наближається війна на Півночі.

### Цитадель Автарха
Подорож Север'яна триває. Він оживляє за допомогою кігтя миротворця солдата, з яким приходить до військового табору. Герой залишає кіготь в жертвеннику з святилищі. Тут йому являє ведіння, за яким він повинен йти у гори, щоб попередити Пелеринів стосовно небезпеки. Але там нікого не знаходить. По повернені військовий табір виявляється залишеним. Але Север'ян віднаходить новий табір, проте там усі загинули.
Север'ян вступає у війну з армією Півночі, що складається з племені асціанів. Перебуваючи у скруті його рятує Автарх на літаку. Втім останній зазнає аварії, внаслідок чого Автарх зазнає поранення. Вмираючи він наказує Север'яну випити вміст флакону, де є частка Авторхова тіла. Тим самим Север'ян стане новим Автархом й очолить Спідружність Урса. Водночас набуває знання та відчуття сотні й тисяч свідомостей людей. В цей час прибуває Водалус, що рятує Север'яна від асціанів.
Север'ян опиняється в ув'язненні, де його знову намагається вбити Агія. Його рятує Зелена людина, яку він колись звільнив. Останній допомагає героєві пройти у той час, коли планету відвідав прибулець, знаний як Майстер Малрубій. Той повідомляє, що невдовзі Север'ян зустрінеться з Викликом. В разі успіху людина зможе повернутися до зірок і сам він стане Новим Сонцем, а в у випадку невдачі — герой стане безплідним. Север'ян розуміє, що померлий Автарх програв й перетворився на андрогина.
Слідом за цим опиняється на пляжі, де намагається зрозуміти загадку кігтя миротворця. Потім опиняється на борту корабля, який повинен привести його до Нессуса, де Север'яна визнають наступником Автарха. Досліджуючи минуле Север'ян розуміє, що Доркас його мати. Батько працює в трактирі, який герой відвідав перед виходом з Нессуса. Він намагається знайшли відомості про діяльність Майстра Малрубія. В результаті через підземний хід потрапляє до Артія часу.

### І постало нове Сонце
Север'ян зміцнив свою владу на Урсі. На борту космічного корабля вирушає до загадкової планети Єсода, де мешкають богоподібні істоти, які мають право надати Урсу та його «сонцю» новий дозвіл на життя. Раптово на кораблі опиняється могутній Цадкіль, що з малої форми життя перетворюється на людину. Слідом за цим Север'ян прибуває на Єсоду. тут проходить випробування: стикається з померлими людьми, з якими був знайомий за життя. Потім опиняється перед Трибуналом, на якому Цадкіль оголошує, що герой пройшов випробування й стає Новим Сонцем.
При поверненні Север'ян дізнається, що сонце вмирає. Водночас виявляється, що він отримав цілющу силу та інші надлюдські можливості. Але раптово зустрічає попередню версію володаря Тифона, що намагається вбити Нове Сонце. Але той тікає через коридор часу. Тут Цадкіль іншого виміру допомагає Север'яну повернутися у майбутнє. Він потрапляє до власного палацу на Урсі. Тут править його дружина Валерія за підтримки давнього ворога Балдандера. Север'ян викликає велику повінь (Всесвітній потоп), що змиває більшість міст та людей Урсу. Відбувається суцільне руйнування. Втім слідом за цим завдяки надзвичайним силам героя настає Переродження Урсу. Починається нова ера.

## Нагороди і номінації
- Всесвітня премія фентезі за найкращий роман (1981 рік) — за книгу «Тінь ката»
- номінація на премію «Локус» за найкращий фентезійний роман (1981 рік) — за роман «Тінь ката»
- Премія Британської асоціації наукової фантастики за найкращий роман (1982 рік) — за роман «Тінь ката»
- премія «Локус» за найкращий фентезійний роман (1983) — за роман «Меч ліктора»
- номінація на премію «Неб'юла» за найкращий роман (1983) — за роман «Меч ліктора»
- премія «Локус» за найкращий фентезійний роман (1983) — за роман «Цитадель Автарха»
- Меморіальна премія імені Джона Кемпбелла (1984) — за роман «Цитадель Автарха»